# Rosière
Pour les articles ayant des titres homophones, voir Rozière et Rozières.
Pour les articles homonymes, voir La Rosière.

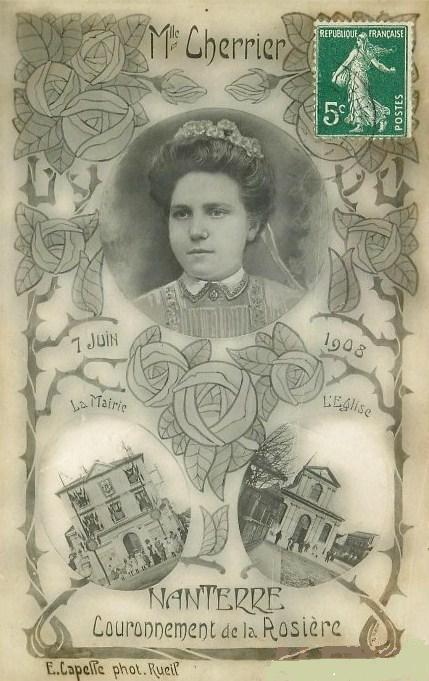
La rosière de Nanterre 1908.

Une rosière est une jeune fille qu'on récompense pour sa réputation vertueuse. Instituée, selon la légende, par saint Médard à la fin du Ve siècle, la fête de la Rosière est née à Salency (Oise). En effet, saint Médard, qui fut évêque de Noyon et seigneur de Salency, aurait instauré en 525 la tradition de la rosière en donnant chaque année une somme de 25 livres et une couronne de roses à la fille de sa terre qui aurait la plus grande réputation de vertu.
La tradition consiste donc, à l'origine, en la remise d'une couronne de roses (d'où le nom) à la jeune fille dont la conduite irréprochable, la vertu, la piété et la modestie ont marqué le village.

## Histoire

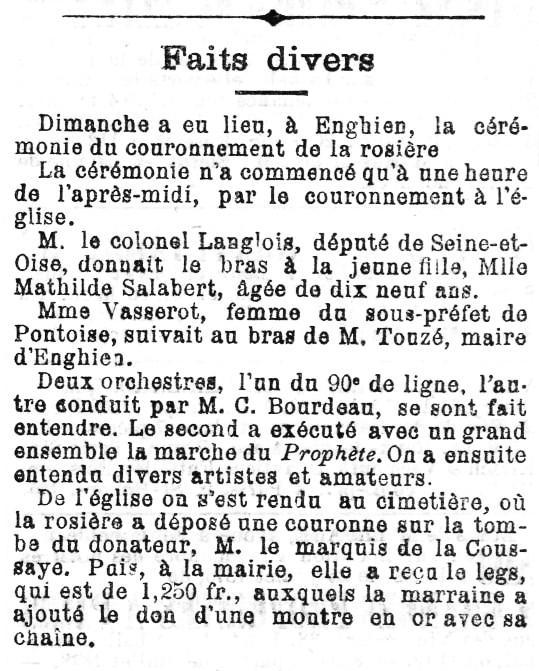
Le couronnement de la rosière d'Enghien le 25 juin 1876.

La première rosière de l’Histoire aurait été la propre sœur de saint Médard, sainte Médrine. La tradition s'est ensuite perpétuée tous les 8 juin (ou autour de la Pentecôte). Elle est très répandue au XVIIIe siècle, disparaît lors de la Révolution française puis connaît un regain lors du siècle suivant.

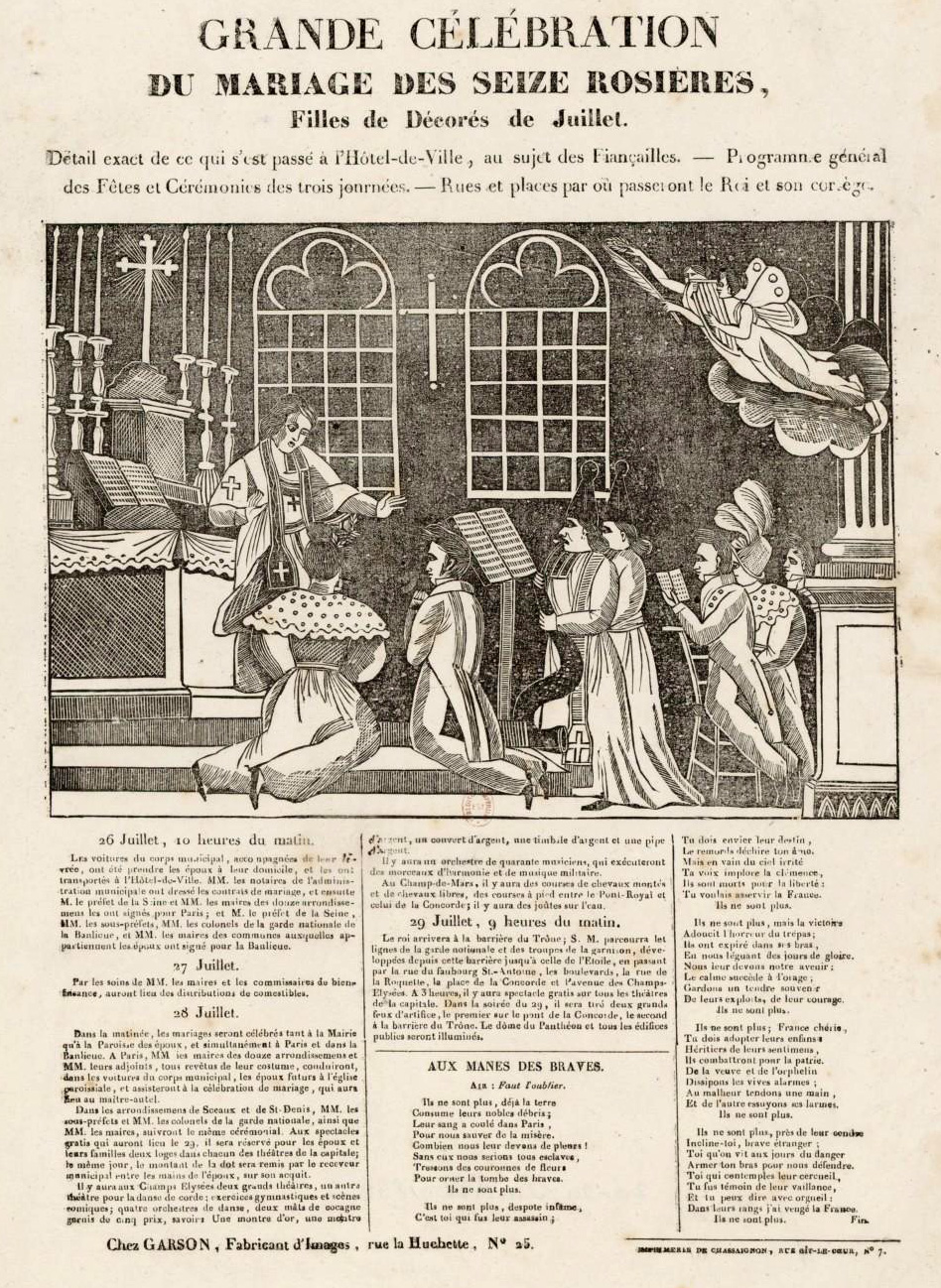
Grande célébration du mariage des seize rosières, filles de décorés de juillet (1831-1832).

En 1769, Charles-Simon Favart fait représenter à Fontainebleau puis à la Comédie-Italienne La Rosière de Salency, opéra-comique suivi d’un ballet, dont la musique est due à Blaise, Philidor, Monsigny et Duni. Le thème sera repris en 1774 par André Grétry, sur un livret remanié par Masson de Pezay.
En 1779, le parlement de Metz autorise une fête de la Rosière à Réchicourt-le-Château à l’initiative du curé Joseph-Benoît Marquis.
En 1799, le comte de Provence en exil à Mittau couronne une rosière. Cet événement est immortalisé par un tableau de Jean-Charles Tardieu.
Au XIXe siècle, pour fêter son accession au trône puis la victoire d’Austerlitz, Napoléon décrète que des jeunes filles pauvres et vertueuses seront dotées par l’État et mariées. En 1810, pour fêter ses noces avec Marie-Louise d'Autriche, l'empereur ordonne que, dans tout le pays, six mille militaires soient mariés avec ces jeunes filles de bonne moralité.
Dans la seconde moitié du XIXe siècle et la première moitié du XXe siècle, la commune de Carhaix (Finistère) élit chaque année sa rosière.
En 1887, Guy de Maupassant écrit Le Rosier de Madame Husson, nouvelle dans laquelle « rosier » s'entend comme l'équivalent masculin de « rosière ».
En 1891, quatre rosières sont élues à Paris.
La fête de la rosière de Nanterre était jadis célèbre en France. Elle a été à l'origine du défilé de la rosière du XXIe arrondissement de Paris en 1894.
En 1899, le journaliste Victor-Eugène Ardouin-Dumazet écrit dans son ouvrage intitulé Voyage en France, en évoquant son passage à Salency : « J'ai demandé des nouvelles des rosières. Hélas ! il n'y en eut pas cette année : la fête devrait avoir lieu ce mois-ci, mais la gloire d'être rosière ne va pas sans dépenses, et les parents des jeunes filles dignes de cet honneur n'ont pas voulu faire les frais de toilette et de réjouissance auxquels ne peut parer la somme de 145 francs allouée à la vierge choisie pour sa conduite » (20e série, Haute-Picardie, Champagne rémoise et Ardennes).

## La Rosière duXXIearrondissement de Paris 1894
Le 1er mars 1894, les étudiants parisiens font défiler à la Mi-Carême un « rosier » : la « rosière du XXIe arrondissement », un très grand jeune homme vêtu en mariée et flanqué d'un minuscule et caricatural maire marieur. Champimont, dans le journal La Joie de la maison, raconte le défilé de la rosière du XXIe arrondissement à l'occasion de la Mi-Carême 1894 à Paris :

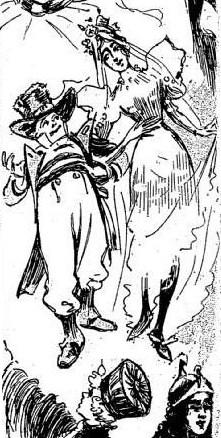
Mi-Carême 1894 : le maire et « la rosière du XXIe arrondissement ».

Je vous prie de me donner acte que je rends compte de la cavalcade des étudiants, qui se joint au cortège des blanchisseuses, en ce jour de Mi-Carême, au moment précis où elle déroule ses mascarades sur nos boulevards. Est-ce de l'actualité, cela ?
Les membres du comité avaient pu constater, l'an dernier, combien un cortège historique est difficile et coûteux à établir, et ils s'étaient promis de choisir, celte année, un sujet entièrement moderne. Après la fête de 1893, ils étaient restés liés, se voyaient souvent, causaient de leurs projets et, pendant l'été, faisaient de compagnie d'assez fréquentes excursions aux environs de Paris. Un dimanche, ils se rendirent par hasard à Nanterre, le jour du couronnement de la rosière. Ils assistèrent à ce spectacle avec admiration et, profondément humiliés de voir un simple village posséder une attraction qui manquait à Paris, ils résolurent de combler cette lacune : le sujet de la cavalcade de 1894 était trouvé.
Donc, la rosière du 21e arrondissement marche au bras du maire. Mais quel maire ! et quelle rosière ! Plus de cinquante candidates à ce rôle en vedette ont été impitoyablement refusées par le comité. Son choix s'est fixé sur une personne qui mettra admirablement en valeur la robe blanche et les fleurs d'oranger ; sa taille est de 1 m. 85, et... elle tirera au sort l'an prochain pour être sans doute envoyée dans un régiment de cuirassiers, car cette rosière, d'une si troublante féminité, n'est autre qu'un jeune étudiant dans l'épanouissement de la vingtième année. Le maire microscopique sous l'énorme tromblon en poils de lapin, atteint, en se haussant sur la pointe des pieds à peu près la ceinture de sa gracieuse administrée. Une trentaine de couples suivent, ainsi qu'un bataillon de pompiers aux plumets menaçants, et une fanfare de quarante musiciens exécutant les airs populaires du quartier. Puis viennent les délégations des facultés avec leurs bannières dessinées par des élèves de l'École des beaux-arts apportant leurs hommages et leurs cadeaux à la rosière : la Ligue des inspecteurs de la vertu ; les Enfants du village ; les élèves d'Alfort qui, comme au fameux bal des Bêtes donné par Mme la princesse de Sagan, représentent tous les animaux de la création ; les élèves de l'École coloniale, dont les uns, en Annamites, escortent le Dragon de l'Annam, long de sept mètres, les autres accompagnent à cheval, en Mameluks, un de leurs camarades au profil napoléonien, vêtu de la redingote grise et coiffé du petit chapeau, d'autres enfin figurent des allusions aux principaux événements coloniaux de l'année. Sur un char colossal sculpté, de style gothique et traîné par des bœufs, le prince Carnaval, renaissant de ses cendres, trône sous un dais, entre le père Carême et le père Mardi-Gras, trois mannequins gigantesques qui seront brûlés le soir sur la place de la Sorbonne. Carnaval, costumé en roi fainéant, est entouré de ses conseillers et d'un harem — tout à fait décent — dont les odalisques, choisies à la suite d'un véritable concours de beauté, appartiennent à l'École des beaux-arts en qualité de modèles. Il y a trois autres chars, parmi lesquels nous citerons celui de l'école d'Alfort : l'Arche de Noé. Le service d'ordre est fait par un corps volant de gardes, chevauchant des montures en carton, et dont le casque est surmonté d'un balai de chiendent.

## 1923: les abeilles parisiennes

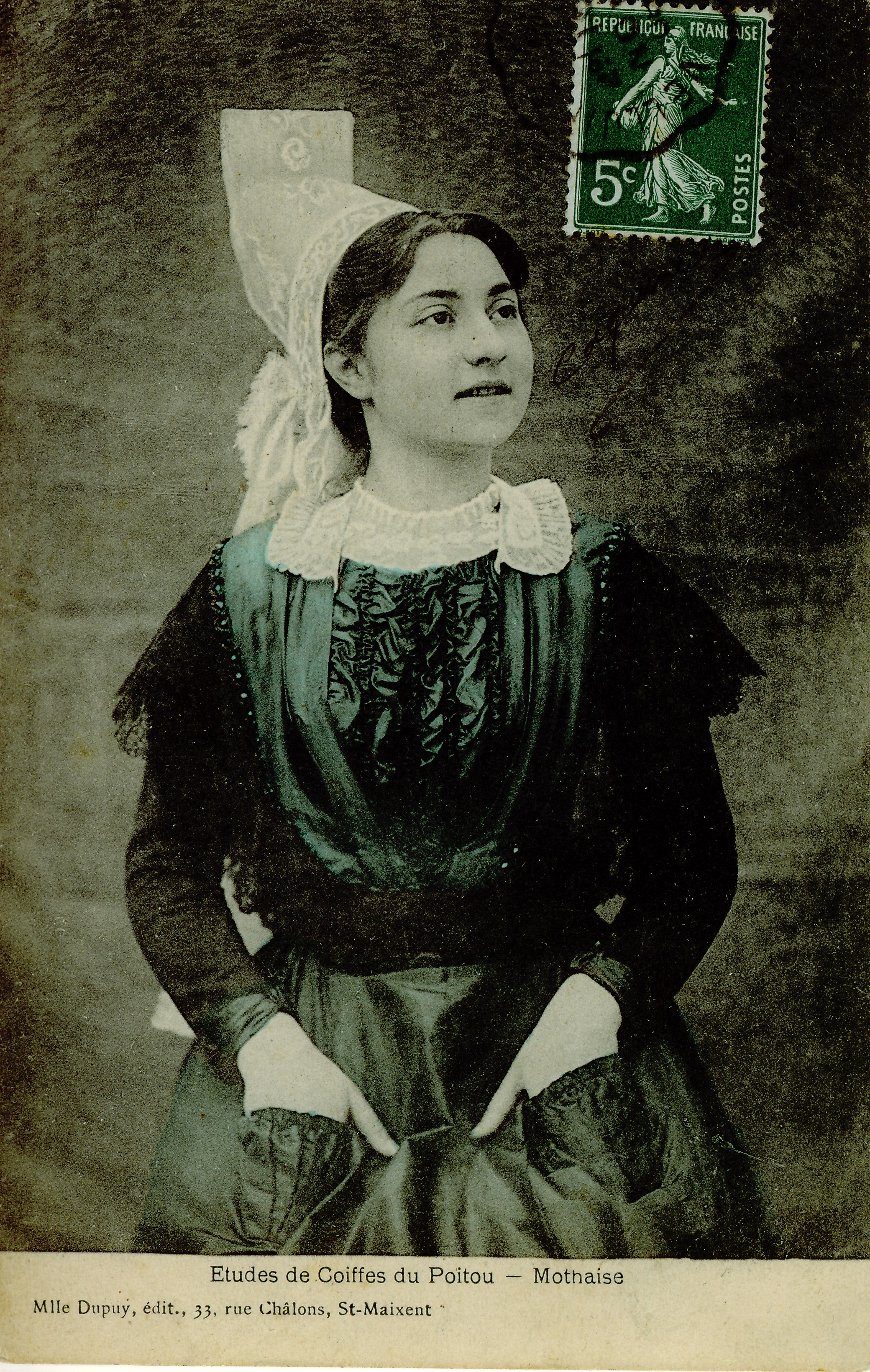
La coiffe Mothaise, portée par la Rosière.

En 1923, le Comité des fêtes de Paris annonce que dorénavant il ne récompensera plus la beauté mais la vertu et le travail. Un journal titre même son article de compte-rendu de la nouvelle orientation : « Paris renonce à la beauté ». En réalité, chose bien peu originale, sous le nom d'abeilles le Comité « réinvente » la très classique rosière. À l'occasion de la Mi-Carême 1923, succédant aux vingt reines d'arrondissements et à la Reine des Reines de Paris de 1922, sont élues à Paris vingt « abeilles » et une « reine des abeilles » choisie parmi elles. Sont également élues une abeille des Corses et une abeille des Angevins de Paris.

L'influence de l'exemple parisien fait qu'on retrouve aux Fêtes de la Bonneterie 1925 à Troyes des reines baptisées « Abeilles ». Cependant que dès 1924–1925, les titres de Reines et Reine des Reines de Paris reparaissent à la Mi-Carême à Paris.

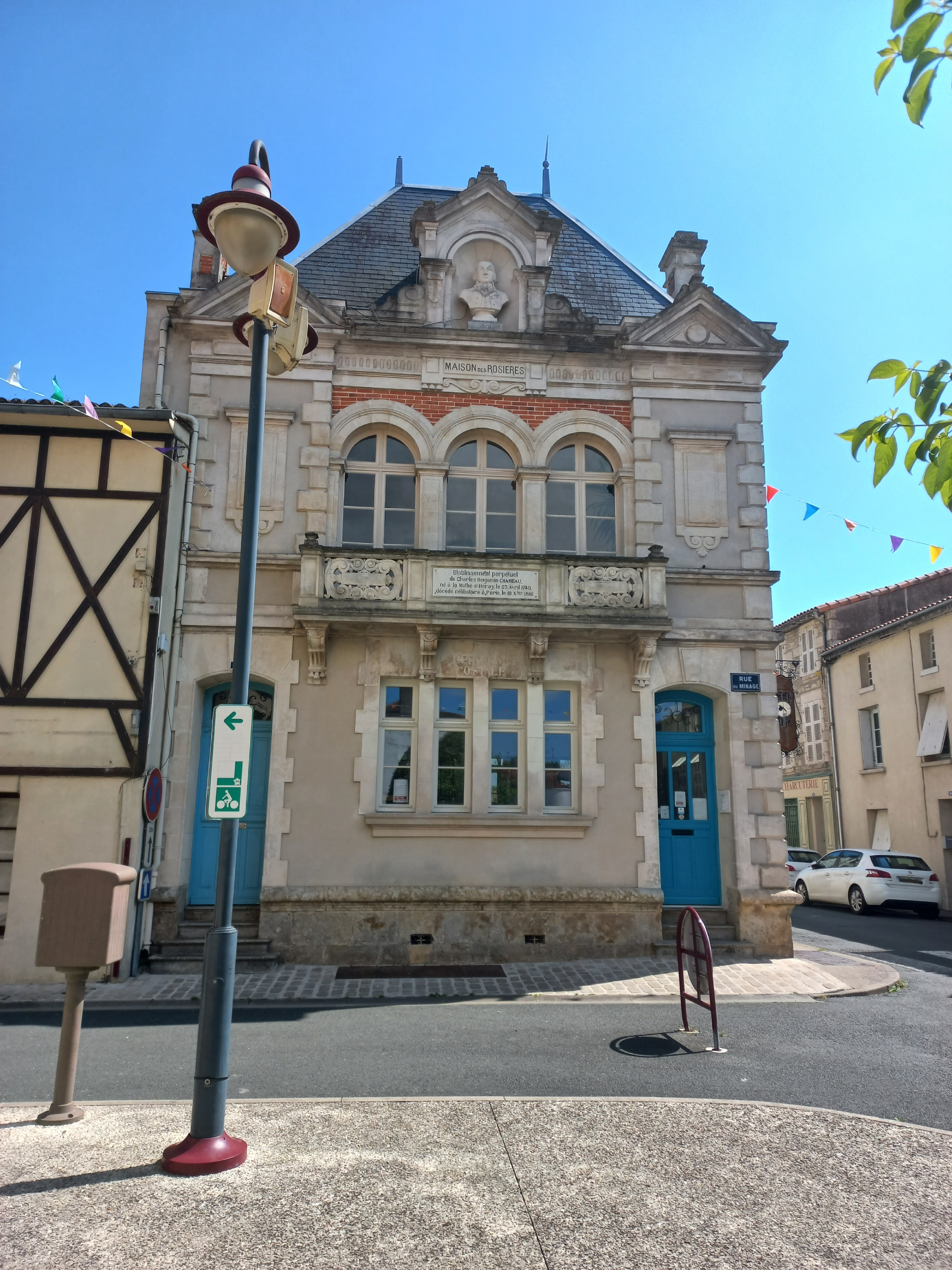
La Maison des Rosières.

## La fête des Rosières à La Mothe Saint-Héray: le seul vrai mariage de rosière de France
Le 23 avril 1749 naît à La Mothe-Saint-Héray dans les Deux-Sèvres Charles Benjamin Chameau. Issu d'une riche famille bourgeoise, il fait des études de droit et devient avocat à Paris. Malgré la Révolution française, il acquiert une très grande fortune. Après avoir été déshérité par son frère et n'ayant pas de descendance, Benjamin Chameau décide de rédiger son testament où il lègue sa fortune à sa commune natale pour créer un établissement perpétuel de bienfaisance qui porte son nom, il s'agit de la Maison des Rosières. Cet établissement devra doter, chaque année, à l'occasion de leur mariage, trois rosières issus de la commune ou du canton. Ces rosières seront choisies par le bureau des Rosières composé de trois dames patronnesses (aujourd'hui d'anciennes rosières), du maire et de son adjoint et du curé. Les rosières sont choisies dans la classe la plus indigente de la commune et devront être « parmi les jeunes filles qui seront reconnues avoir, depuis leur première communion, donnée le plus de preuves par leurs actions, de l'accomplissement de leurs devoirs envers Dieu, la patrie et le Souverain » (extrait du testament du donateur) et elles devront être « sages et laborieuses ». Ces mariages seront célébrés à l'église le second lundi de juillet. Le jour de la cérémonie, les trois jeunes rosières, vêtues de blanc et la tête ornée d'une rose blanche, naturelle ou artificielle seront conduites à l'église par le maire.  Après le mariage, les rosières recevront leur dot qui s'élevaient à 600 francs. Charles Benjamin Chameau décède le 10 décembre 1816, mais le temps que le testament soit validé par ordonnance royale, les premières Rosières se sont mariées en 1821.

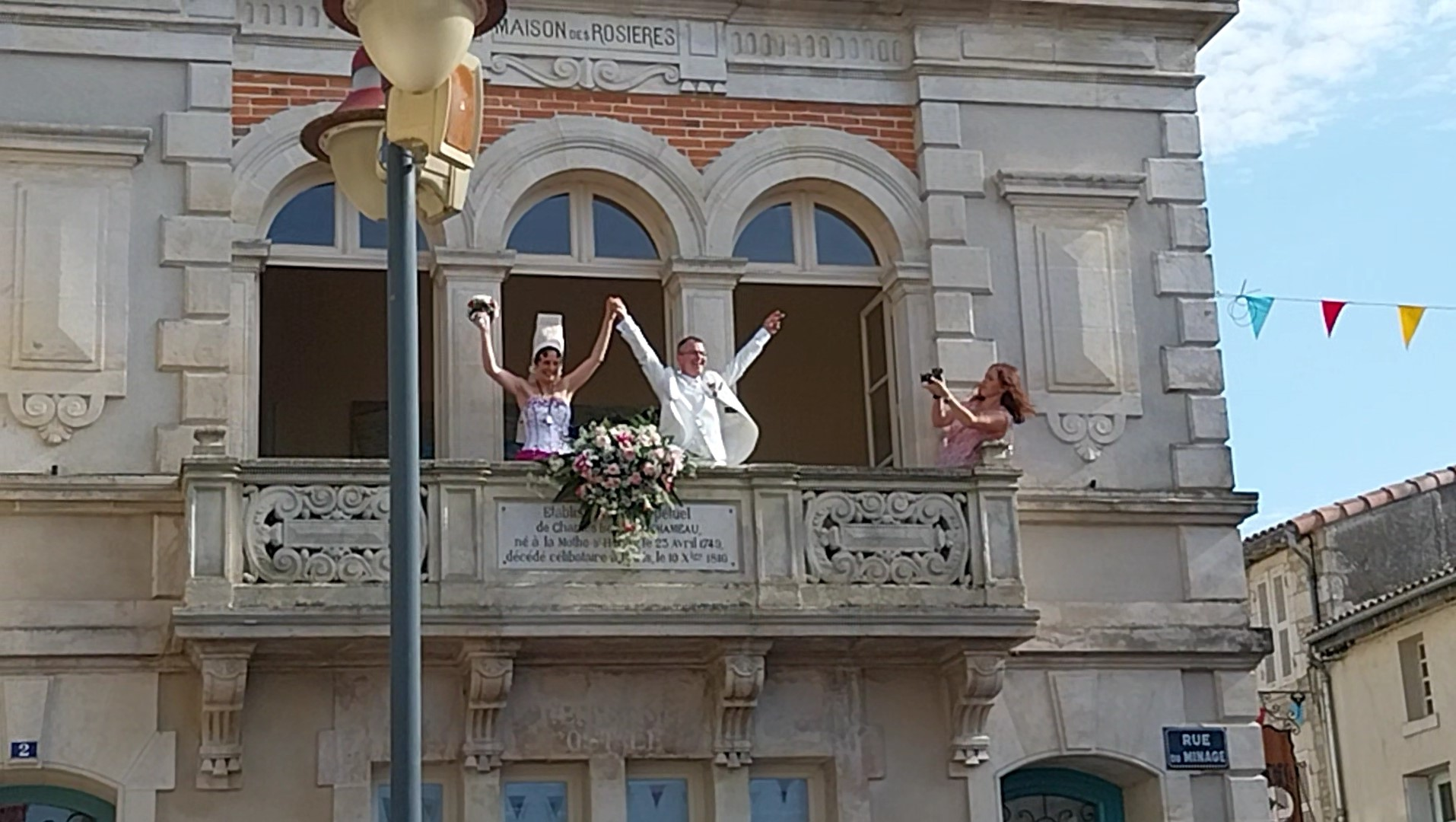
La 378e Rosière de la Mothe-Saint-Héray et son époux saluent la foule au balcon de la Maison des Rosières le 31 août 2024.

Aujourd'hui, la fête des Rosières continue d'exister. Elle dure trois jours, le premier week-end de septembre, mais seulement une rosière se marie. 
Le vendredi après-midi, la rosière et son futur époux, que l'on peut appeler le rosier, signent le contrat du mariage avec le notaire et les élus. Puis le soir, au rythme de la fête foraine présente pendant le week-end, les festivités commencent avec une cavalcade avec les futurs mariés à la tête. La cavalcade conduit la rosière et son futur époux à la mairie, où la rosière est présentée à la population au balcon de la mairie. Enfin, la soirée se termine par un grand feu d'artifice. 
Le samedi, c'est le mariage de la rosière : celle-ci, qui arbore la coiffe mothaise ou la couronne de roses, part de l'Orangerie de La Mothe-Saint-Héray pour se rendre, au bras de son père, à la Maison des Rosières où elle reçoit le collier de Charles Benjamin Chameau, qui est fait de cheveux du donateur avec son effigie. Ensuite, un cortège se forme, il est composé du garde-champêtre, de la fanfare qui joue La Marche des Rosières créée spécialement pour l'occasion au début du XXe siècle, puis de la rosière qui est au bras du maire, des élus locaux dont le/la député et enfin la famille. Ce cortège, qui est aussi accompagné de jeunes en costumes folkloriques du Pays Mothais, défile dans les rues de La Mothe-Saint-Héray sous le regard de la foule. Il se rend d'abord à la mairie pour le mariage civil, puis à l'église pour le mariage religieux. Enfin, le cortège se rend à la Maison des Rosières où la Rosière reçoit sa dot, qui est aujourd'hui de 2000 euros, puis le couple de jeunes mariés se présentent devant la foule au balcon de la Maison des Rosières entourés des élus.
Le dimanche matin, la course des Rosières (courses pédestres) est lancée par la rosière, enfin le dimanche après-midi, la cavalcade met fin aux festivités.
En 2025, la 379e rosière de La Mothe-Saint-Héray se mariera le 6 septembre.

## Les rosières duXXIesiècle
Aujourd’hui encore, des rosiers et rosières sont élus chaque année dans un certain nombre de villes et villages de France. C'est l'occasion de faire une grande fête. L'institution a évolué. Ainsi, par exemple, la rosière de Saint-Sauves d'Auvergne élue en 2013, Laura Virassamy, a été choisie pour son implication dans la vie associative du village, sa participation à l'équipe de football et au comité des jeunes. Jadis, la rosière de ce village devait obligatoirement être vierge. Depuis bien longtemps ce n'est plus un critère de sélection.

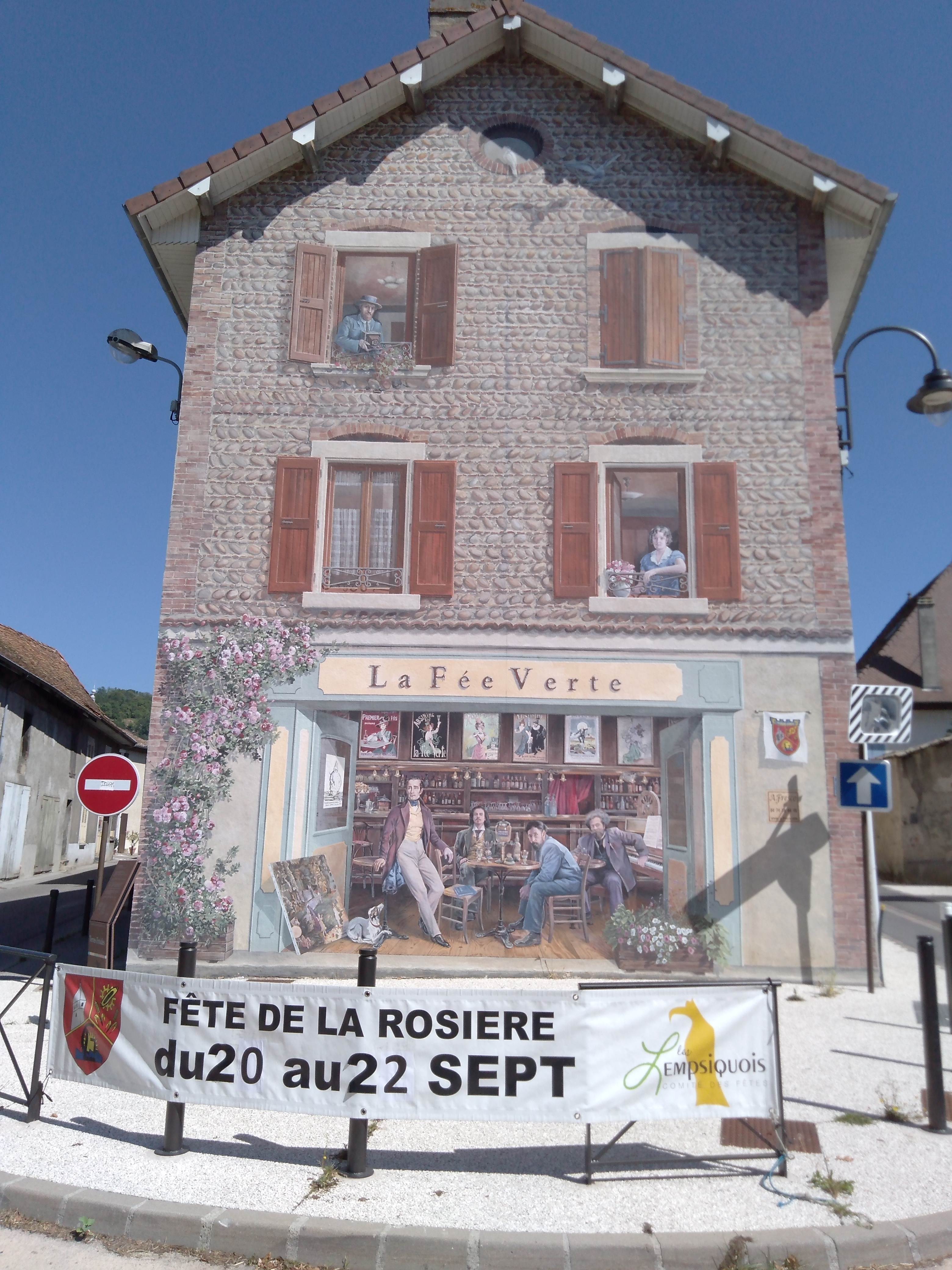
Panneau annonçant la fête de la Rosière au Grand-Lemps (Isère).

Liste non exhaustive de communes françaises élisant de nos jours des rosières :
- Aigurande (Indre) : Couronnement de la rosière et de ses demoiselles d'honneur le troisième dimanche d'août, lors du festival de l'écrevisse.
- Albens (Savoie) : depuis 1917, lors de la vogue (fête patronale) annuelle, à la suite d'un legs de M. Benoit Perret.
- Beaumont-les-Autels (Eure-et-Loir) : depuis 1986, une rosière est élue chaque année le 1er mai, à la suite d'un legs de Mlle Lucie Lecomte.
- Bois-Jérôme-Saint-Ouen (Eure) : chaque année, pour la Pentecôte, est élue une rosière selon le testament de l'abbé Pierre Seyer, bienfaiteur du village.
- La Brède : depuis 1823, Fête de la Rosière instituée par un legs de François de Paule Latapie, Secrétaire de Montesquieu[18]
  - Brigueuil (Charente) : depuis	1892, chaque année pour	Pâques a lieu l’élection de la Rosière, instituée par legs de Louis Évariste d'Hugonneau,	notable	et ancien maire de la commune. Cette fête n’a connu que deux ans d’interruption, due à la pandémie de Covid-19 ; le 31 mars	2024 a été célébrée la 133e rosière.
- Chalon-sur-Saône (Saône-et-Loire) : une rosière est élue chaque année le premier week-end de mai.
- Château-du-Loir (Sarthe) : en 2014 a été élue la 131e rosière.
- Châteaudun (Eure-et-Loir) : En 2022, la 130e édition a été célébrée. La première fête de la rosière a eu lieu en 1891.
- Clermont-Ferrand : le Comité des quartiers de Montferrand élit une rosière[19].
- Créon (Gironde) : depuis 1907, désignation d'un rosier et d'une rosière, à la suite du don d'Antoine Victor Bertal.
- Faremoutiers (Seine-et-Marne). Élue le second dimanche de mai, lors de la fête communale. Le 8 mai 2022 a été élue la 358e rosière après deux ans d'absence due à la pandémie.
- Ferrières-en-Gâtinais (Loiret) : Chaque année, une jeune fille méritante par sa bienveillance et ses actions liées aux sujets d'actualité, est couronnée lors de la cérémonie du 14 juillet.
- Fleury-la-Rivière (Marne) : depuis 1855, élection le mardi de la fête du village (second week-end d'août), à la suite du don de François Principe Arnoult.
- Fontenay-en-Parisis (Val-d'Oise) : une rosière est élue chaque année depuis le 24 juin 1877. La tradition villageoise s'est perpétuée grâce aux différents maires et au comité communal d'action sociale (CCAS). Désormais, la Rosière représente la jeunesse fontenaysienne et l'identité du village. Après un appel à candidature, la jeune fille est choisie par les membres du CCAS. Elle est solennellement couronnée le dimanche le plus proche du 24 juin, fête de la nativité de saint Jean-Baptiste.
- Le Grand-Lemps (Isère) : depuis 1894, la fête de la Rosière se déroule le 3e week-end de septembre. À cette époque, celle-ci était choisie par le maire, le curé et le juge de paix. En 2021, pour la 126e édition, La jeune femme est sélectionnée par un jury[20].
- Mehun-sur-Yèvre, dans le Cher, élit et fête sa rosière depuis 1882 le premier week-end de juin[21], avec un défilé partant de la maison de l'élue, qui est décorée de fleurs en papier crépon, et se termine par un feu d'artifice[22].
- Montargis (Loiret) : depuis 1888, à la suite du legs de Mme Duchêne-Rabier[23],[24].
- Montreuil-le-Gast (Ille-et-Vilaine) : une rosière est élue chaque année le premier week-end de septembre.
- La Mothe-Saint-Héray (Deux-Sèvres) : la rosière suit le mode traditionnel, sa fête correspond à son mariage.
- Poilly-sur-Tholon (Yonne) fête sa rosière tous les ans en juillet.
- Saint-Georges-des-Coteaux (Charente-Maritime) : un rosier et une rosière sont élus tous les ans.
- Saint-Sauves d'Auvergne : depuis 1913. La centième a été fêtée en août 2013. Dans ce village de 1 150 habitants, 2 000 personnes sont venues assister à son triomphe. À l'origine de cette rosière est un legs de 17 000 francs fait par un agriculteur de la commune[17].
- Sceaux-du-Gâtinais (Loiret) : depuis plus de 50 ans, à la suite du legs de Désiré Lheure[25],[26].

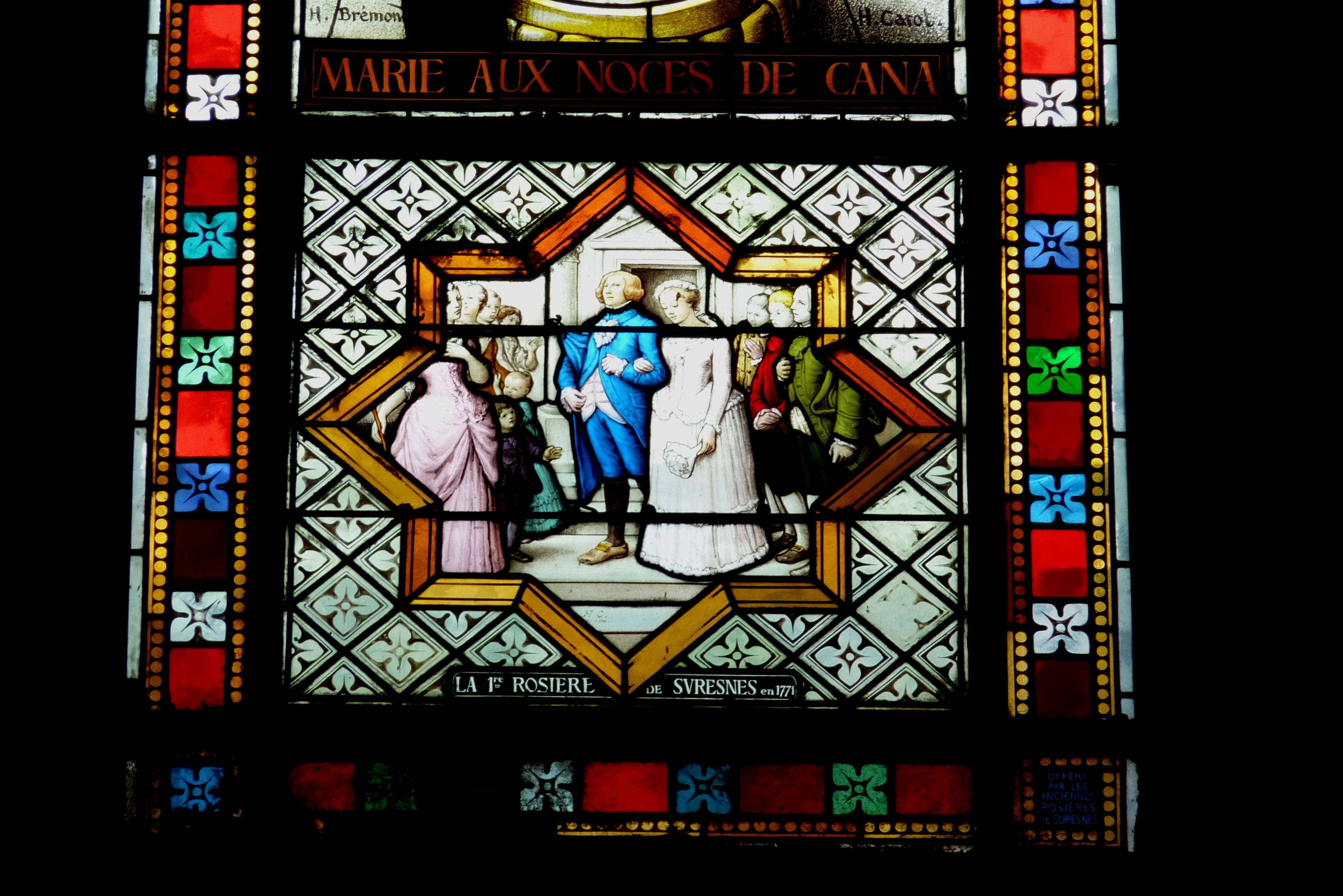
Vitrail dans l'église du Cœur-Immaculé-de-Marie de Suresnes représentant la première rosière.

- Suresnes (Hauts-de-Seine) : à partir de 1777, d'abord sous l'impulsion de l'abbé Jean Benoit d'Hélyot puis grâce à la famille Panon Desbassayns de Richemont[27]. Suspendue en 1793 sous la Révolution, elle est rétablie par le comte Philippe Panon Desbassayns de Richemont et son épouse Jeanne Eglé Fulcrande Catherine Mourgue en mémoire de leur fille décédée en 1804[28],[29]. Une rosière laïque est également créée en 1912 (cf. « Histoire de Suresnes »)[30],[31],[32]. L'écrivain Jean Prasteau raconte comment s'y déroulait la cérémonie de la rosière au début du XIXe siècle : « Le rituel de la fête prévoyait un cortège dans les rues de Suresnes. Les candidates y participaient, vêtues de blanc, le visage dissimulé sous un voile, un large ruban rose en sautoir. Elles prenaient place dans l'église et attendaient la décision des jurés qui votaient au banc d'œuvre. La lauréate était ensuite conduite au pied de l'autel par le maire »[33]. L'institution de la rosière de Suresnes semble avoir disparu au tournant des années 2000-2010.
- Tournon-d'Agenais (Lot-et-Garonne) : depuis 1845, à la suite du legs d’un riche propriétaire d'Anthé, Jean-Guillaume Dubruel. Un règlement intérieur d'août 1908 fixa le fonctionnement de la commission syndicale chargée d'élire les rosières. Celle-ci devait choisir des jeunes filles de 16 ans révolus, nées dans une des paroisses de l'ancienne commune de Tournon-d'Agenais ; une des jeunes filles devait toutefois être de la commune d'Anthé, les autres venant des autres paroisses à tour de rôle.
- Vinay (Isère) : en mai 2021, deux jeunes filles ont été élues rosières de Vinay pour les années 2020 (qui ne s'est pas déroulé pour cause de pandémie) et 2021. Il s'agissait des 127e et 128e rosières[34].

## Dans la culture

### Dans la littérature
- 1887 Le Rosier de Mme Husson est une nouvelle de Guy de Maupassant. Le recueil homonyme qui comprend de quatorze autres nouvelles sera publié l'année suivante.
- 1949 Le roman La Petite Sœur (titre original : The Little Sister) de Raymond Chandler a également été distribué en France sous le titre Fais pas ta rosière !, notamment chez l'éditeur Galimard.

### Au cinéma
- 1896 : Le Couronnement de la rosière, de Georges Méliès.
- 1931 : Le Rosier de madame Husson. de Dominique Bernard-Deschamps avec Fernandel et Françoise Rosay.
- 1950 : Le Rosier de madame Husson, de Jean Boyer avec Bourvil.
- 1968 : La Rosière de Pessac, de Jean Eustache.
- 1979 : La Rosière de Pessac 79, de Jean Eustache.

## Galerie photos

Quelques photos et illustrations représentant des rosières à différentes époques
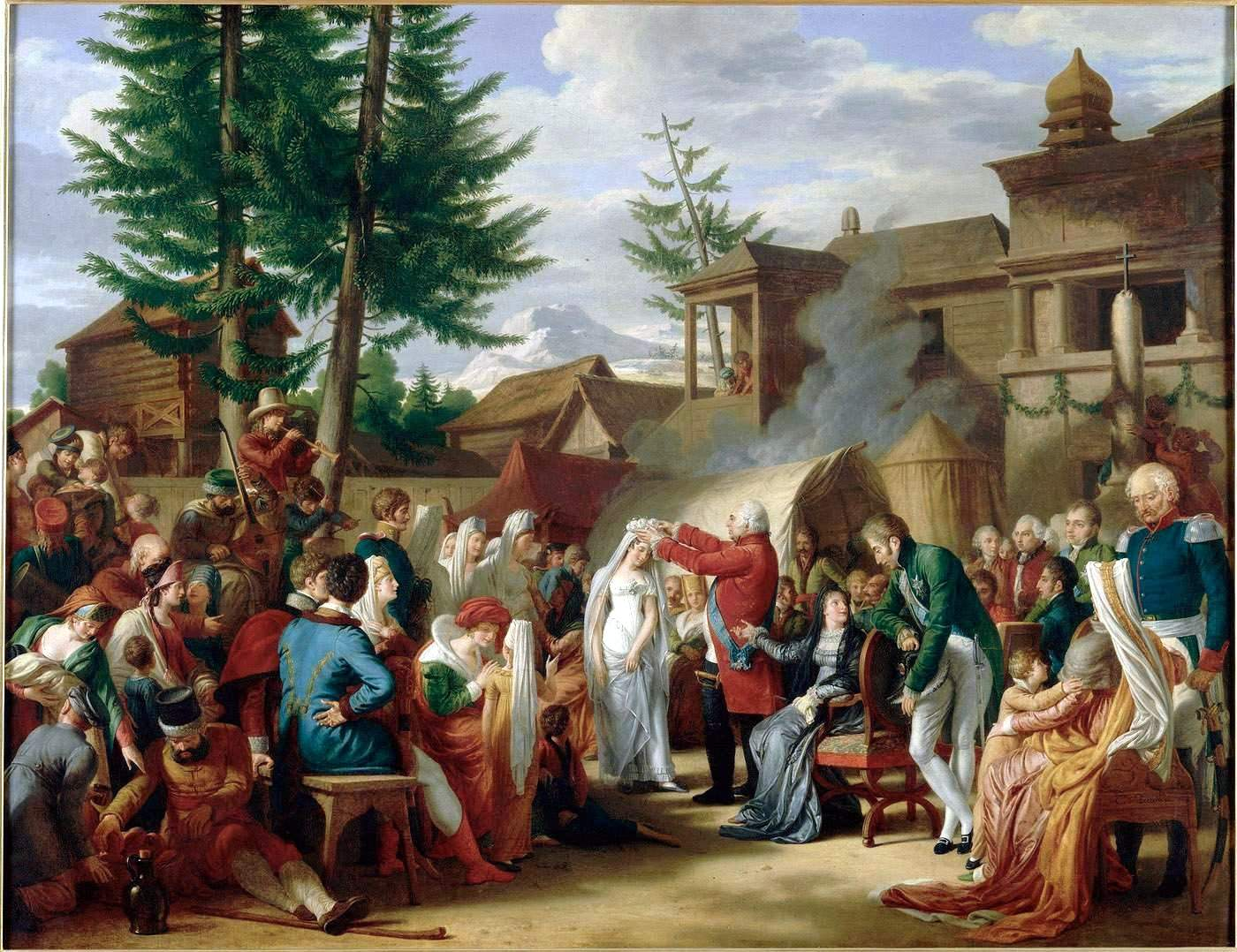
Louis XVIII couronne la rosière de Mittau, tableau de Jean-Charles Tardieu[4].
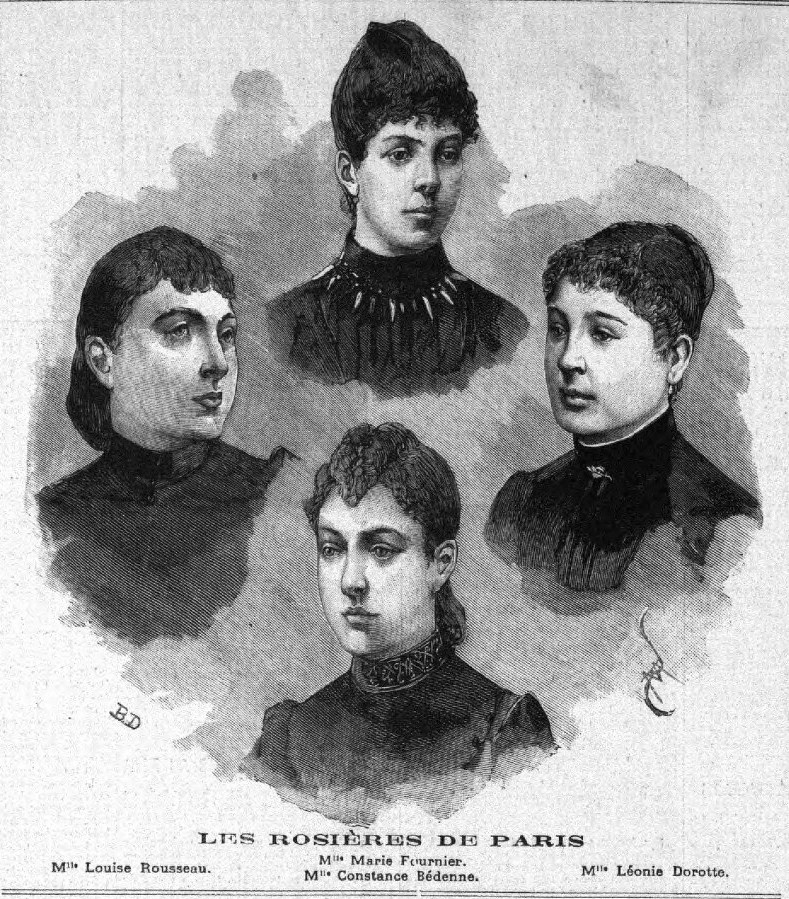
Rosières de Paris, élues en 1891[6].
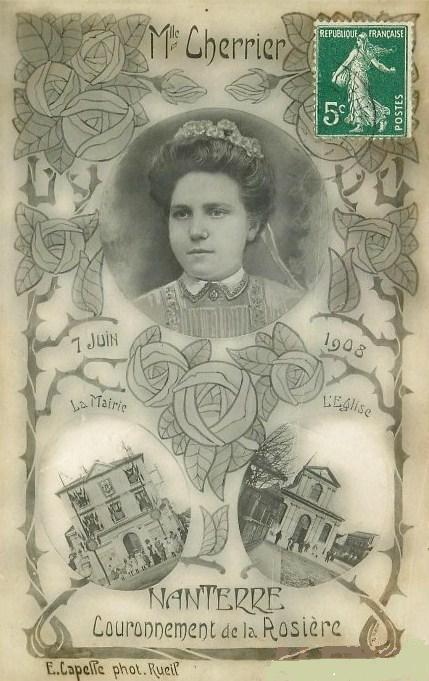
La rosière de Nanterre 1908.
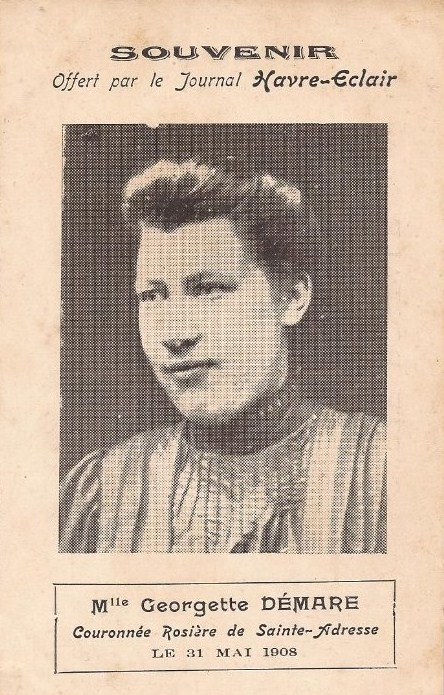
La rosière de Sainte-Adresse 1908.
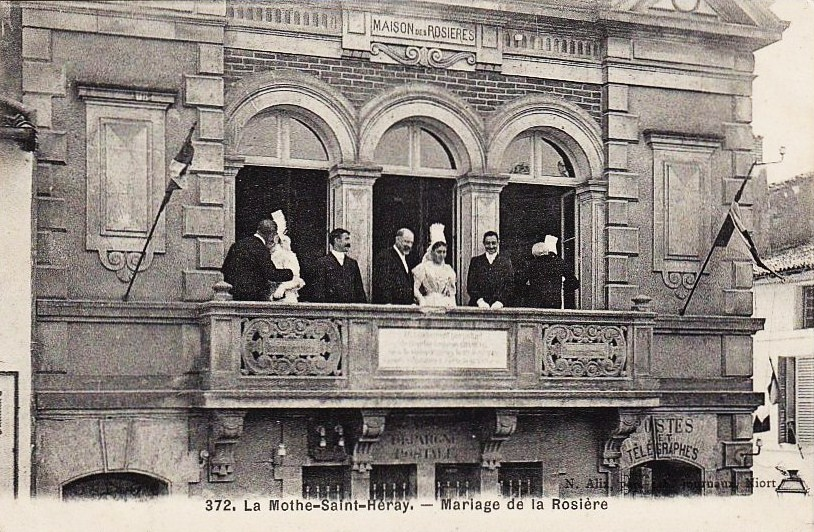
Mariage d'une rosière à La Mothe-Saint-Héray vers 1910.
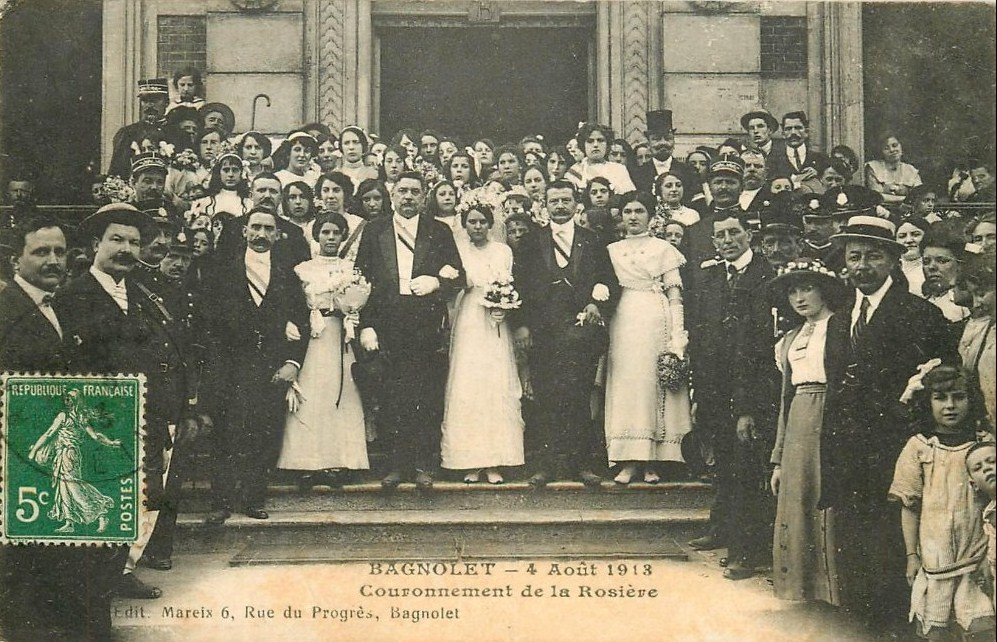
Couronnement de la rosière de Bagnolet 1913.
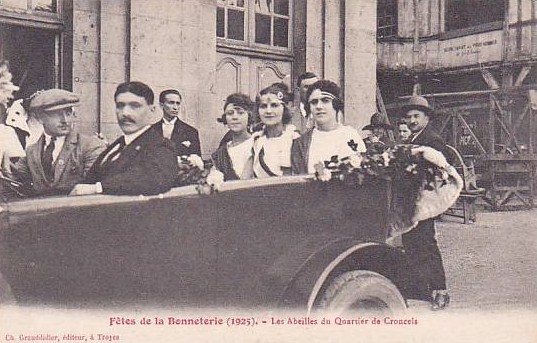
Les Abeilles du quartier de Croncels aux Fêtes de la bonneterie 1925 à Troyes.
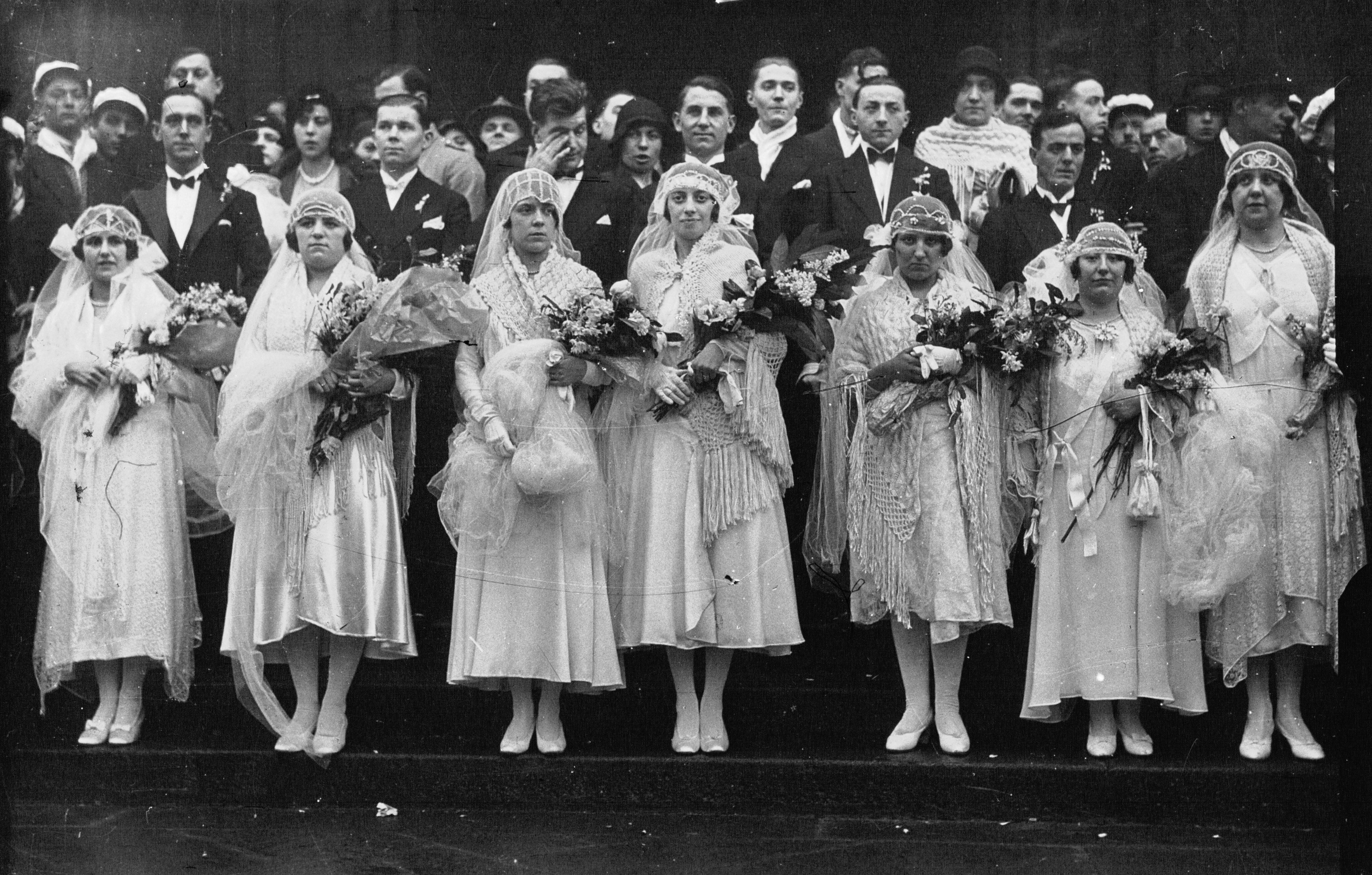
Mariage de sept rosières à Saint-Denis en 1931.